# Peter Higgs
Peter Ware Higgs (Newcastle upon Tyne, Anglia, 1929. május 29. – 	Edinburgh, Skócia, 2024. április 8.) Nobel-díjas brit elméleti fizikus.
Skóciában dolgozott, nyugdíjas egyetemi tanár és részecskefizikus, aki elsőnek hozta nyilvánosságra egy olyan szubatomi részecske létezését, aminek minden egyéb szubatomi részecske tehetetlensége tulajdonítható. Ezt a részecskét, amit róla Higgs-bozonnak neveztek el, évtizedekig tartó kutatás után 2012-ben fedeztek fel a Svájc és Franciaország közötti CERN kutatóintézet mélyén, a talaj alatt épített részecskegyorsítóban (Nagy Hadronütköztető). Az eredményt július 4-én hozták nyilvánosságra, melyért a következő évben, 2013-ban François Englert-rel közösen fizikai Nobel-díjat kaptak.

## Élete
A King’s College Londonban végzett, ahol a témavezető tanára Charles Coulson volt. Munkássága eredményeként az Egyesült Királyság neves elméleti fizikusa lett az Edinburgh-i Egyetem emeritus professzora (nyugdíjazott, de megtartott mint tiszteletbeli tanácsadó tanára). Peter Ware Higgs, FRS, (Fellow of the Royal Society, vagyis a Királyi Társaság Törzstagja) FRSE (Fellow of the Royal Society of Edinbourgh, vagyis az Edinburgh-i Királyi Társaság Törzstagja) és FKC (Fellow of Kings College, vagyis a Királyi Kollégium Törzstagja).
Peter Higgs leginkább az elektrogyenge elméletben előálló szimmetriatöréssel kapcsolatos 1960-as javaslatáról híres: megmagyarázza az elemi részecskék tömegének eredetét és mechanizmusát általánosságban, különösképpen pedig a W és Z bozonokra vonatkozóan. Ezt a mechanizmust, amit ma Higgs-mechanizmusnak neveznek, mert csak ő tette papírra javaslatként, még ha nem is volt kizárólag az ő elmélete, mert bár egyezett több elméleti fizikus kortársa nézeteivel, ő azoktól függetlenül hozta nyilvánosságra. A mechanizmus elmélete megjósolta egy új, addig ismeretlen részecske felfedezését, és javaslójáról ez a Higgs bozonja, vagy Higgs-bozon nevet kapta. A részecskét azóta gyakran a modern fizika legkeresettebb részecskéje jelzőjével illetik.
A CERN 2012. július 4-én bejelentette, hogy felfedeztek egy Higgs leírásával megegyező bozont, ugyanakkor megjegyzendő, hogy még sok munkát igényelhet a részecske jelentős tulajdonságainak mérése útján annak megállapítása, hogy azok minden szempontból megegyeznek a Standard Modell Higgs-bozon követelményeivel. Tudományos, részecskefizikus körök által elfogadott tény, hogy a Higgs-mechanizmus fontos tartozéka a részecskefizika Standard Modelljének, mert a Higgs-részecske nélkül a részecskéknek nem lenne tömegük.

## Elismerések
Higgs számos díjat nyert munkássága elismeréseként:
- 1981: Hughes-érem
- 1984: Rutherford-medál és díj
- 1997: Dirac-érem (angol Fizikai Intézet (Institute of Physics)
- 1997: Az Európai Fizikai Társaságtól (European Physical Society) kapta a Nagyenergiás Részecskefizika Díját,
- 2004: Fizikai Wolf-díj (Wolf Prize in Physics)
- 2010: Sakuri-díj (J. J. Sakurai Prize for Theoretical Particle Physics)
- 2013: François Englert-rel megosztva a Fizikai Nobel-díjat a Higgs-bozon elmélet kutatásaival kapcsolatos munkáiért.[21]
- 2015: Copley-érem

## Fordítás
- Ez a szócikk részben vagy egészben  a   Peter Higgs című angol Wikipédia-szócikk ezen változatának fordításán alapul.  Az eredeti cikk szerkesztőit annak laptörténete sorolja fel. Ez a jelzés csupán a megfogalmazás eredetét és a szerzői jogokat jelzi, nem szolgál a cikkben szereplő információk forrásmegjelöléseként.